# 佛山水道
佛山水道，位于中华人民共和国广东省佛山市和广州市境内，西起佛山市西郊潭州水道左岸的沙口水闸，向北至罗寨转东流，过升平路中山桥以后分为两支：一支向北，过谢叠大桥转向东，至广州荔湾区东漖街道的龙溪村又转向东南，蜿蜒流至丫髻沙汇入珠江后航道，此段长23千米；另一支称“佛山涌”，蜿蜒向东南，至佛山市南海区尖东酒店旁的石肯水闸汇入平洲水道，此段长7.7千米。沙口至中山桥一段称为“汾江”，长11.2千米。